# Zielona Akcja
Zielona Akcja – akcja wolontariatu studenckiego zapoczątkowana w 2001 roku na Wydziale Matematyki i Nauk Informacyjnych Politechniki Warszawskiej. Polegała na organizowaniu przez studentów uczelni wyższych wakacyjnych zajęć z dziećmi z obszarów wiejskich. W pierwszym roku wzięło w niej udział okołu 30 studentów pracujących w trzech miejscowościach: Kamionka Wielka, Królowa Górna i Mystków. W kolejnych latach liczba studentów i miejscowości objętych akcją stopniowo się powiększała. W roku 2003 było to około 260 studentów z kilkunastu uczelni i ponad 40 miejscowości w całej Polsce.
Akcja została wymyślona przez ówczesnego dziekana wydziału Matematyki i Nauk Informacyjnych dr hab. Tadeusza Rzeżuchowskiego i asystenta Krzysztofa Kaczmarskiego. 
W roku 2005 tygodnik Przekrój wyróżnił Zieloną Akcję tytułem Fenomen Przekroju.
Od roku 2004 do organizacji Zielonej Akcji przyłączyła się Polsko-Amerykańska Fundacja Wolności. Od roku 2005 Zielona Akcja nie działa w pierwotnej formie, była jednak kontynuowana pod nazwą „Wolontariat Studencki” przez Polskie Stowarzyszenie Pedagogów i Animatorów KLANZA. W 2008 roku w wyniku wielomiesięcznych prac, opartych na doświadczeniu i uwagach uczestników Programu, została wybrana nowa marka – „PROJEKTOR – wolontariat studencki”.